# Зворницко-Тузланская епархия
Зворницко-Тузланская епархия (серб. Епархија зворничко-тузланска) — епархия Сербской православной церкви на территории Боснии и Герцеговины.
Несмотря на то, что кафедра епархии находится официально в Тузле, фактически она расположена в Биелине.
Кафедральный собор — собор Святителя Василия Острожского в Биелине.

## История
Епархия была основана приблизительно в 1242 году, и первоначально кафедра епархии находилась в Сребренице, но после завоевания земель, на которых находилась епархия, кафедра была перенесена в Зворник.
До 1766 года епархия входила в состав Печского патриархата. В 1766 году епархия вошла в состав Константинопольской православной церкви.
После окончания Первой мировой войны епархия вновь вошла в состав Сербской православной церкви.
Во время второй войны на территории епархии шли ужесточенные бои, в результате чего множество церквей было разрушено.

## Архиереи

### Епископы Боснийские
- Василий (упом. 1293)
- неизвестные

### Епископы Зворницы (Охридская архиепископия)
- Феофан (1532—1541)
- Дометиан (упом. 1532)

### Епископы Зворницы (Печский патриархат)
- Павел (упом. ок. 1561, ок. 1576)
- Георгий
- Феодосий (ок. 1601—1602)
- Гавриил (умер 1627)
- Константин (1629)
- Лука
- Вениамин
- Исайя
- Анания (1674)
- Герасим (упом. в 1690 — после 1700)

После смерти Герасима, до ликвидации Печского патриархата, епархиальная кафедра оставалась вакантной, и управлялась митрополитами Дабро-Боснийскими или другими ординариями соседних епархий

### Митрополиты Зворницкие (Константинопольский патриархат)
- Григорий (1767—1773)
- Герасим (ранее 1776—1804)
- Иоаникий (1804—1807)
- Евгений (1807—1808)
- Гаврил (1808—1837)
- Кирилл (1837—1848)
- Агафангел (Схолариос) (май 1848—1852)

### Митрополиты Зворницко-Тузланские (Константинопольский патриархат)
- Агафангел (Схолариос) (1852—1858)
- Дионисий I (1861 — 24 декабря 1865)
- Дионисий (Илиевич) (5 января 1866—1868)
- Паисий (13 апреля 1868 — 5 мая 1872)
- Дионисий (Илиевич) (1872 — 24 мая 1891)
  - Александр (Симич) (1891—1892) в/у, архимандрит
- Николай (Мандич) (23 мая 1892 — 26 июля 1897) с 7 ноября 1896 — в/у, митрополит Дабро-Босанский
- Григорий (Живкович) (27 июля 1897 — 24 апреля 1909)
- Иларион (Радонич) (2 мая 1910 — 6 апреля 1922)

### Епископы Зворницко-Тузланские (Сербский патриархат)
- - Иоанн (Илич) (23 декабря 1927 — 29 октября 1928) в/у, епископ Захумско-Герцеговинский
- Нектарий (Круль) (29 октября 1928 — 30 мая 1951)
- Лонгин (Томич) (1 июля 1955 — 25 августа 1977)
  - Иоанн (Велимирович) (август 1977 — июнь 1978) в/у, епископ Шабацко-Валевский
- Василий (Качавенда) (25 июня 1978 — 1 июня 2013)
- Хризостом (Евич) (1 июня 2013 — 24 мая 2017)
- Фотий (Сладоевич) (с 24 мая 2017)

## Монастыри
- Тавна
- Озрен
- Папрача
- Ловница
- Драгалевац
- Сасе
- Монастырь святого Василия (Биелина)
- Монастырь святого Николая (этно-село Станишичи)
- Монастырь Бишня
- Дуга Нива
- Монастырь Святой Петки — Пять озёр (Биелина)
- Монастырь Пресвятой Богородицы (Монастырь Кнежина)